# Stereo Love
"Stereo Love" é um single lançado pelo DJ romeno Edward Maya em 2009, com a colaboração no vocal da cantora moldavo-romena Vika Jigulina. A música possui um sample da composição "Bayatılar" (1989), do músico azeri Eldar Mansurov.

## Desempenho nas paradas
| Tabelas musicais (2010)                   | Melhor posição |
| ----------------------------------------- | -------------- |
| União Europeia Billboard European Hot 100 | 5              |
| Países Baixos - Dutch Top 40              | 1              |
| Finlândia - Finland Singles Top 20        | 1              |
| França - France Singles Top 100           | 1              |
| Noruega - Norway Singles Top 20           | 1              |
| Portugal - Portugal Singles Top 50        | 1              |
| Espanha - Spain Singles Top 50            | 1              |
| Suécia - Sweden Singles Top 60            | 1              |
| Brasil Billboard Hot 100                  | 11             |
| Hit Parade Brasil - Jovem Pan FM          | 1 (7x)         |
| Brasil Billboard Hot 100 Airplay          | 1              |
| Brasil Billboard Hot Pop Songs            | 1              |
| Dinamarca - Denmark Singles Top 40        | 2              |
| Suíça - Swiss Singles Top 75              | 2              |
| Suíça (Romandie)                          | 1              |
| Reino Unido - UK Singles Top 75           | 4              |
| Irlanda - Ireland Singles Top 50          | 6              |
| Bélgica - Belgium Singles Top 50          | 7              |
| Bulgária - Bulgaria Singles Top 40        | 16             |
| Estados Unidos - Billboard Hot 100        | 16             |
| Canadá - Canadian Hot 100                 | 19             |
| Itália - Italy Singles Top 50             | 21             |
| Áustria - Austria Singles Top 75          | 41             |
| Mundo United World Chart                  | 23             |

## Faixas
- Single digital (França)

1. "Stereo Love" (Original) – 4:07
2. "Stereo Love" (Extended Mix) – 5:21
3. "Stereo Love" (Radio Edit) – 3:04
4. "Stereo Love" (Versão Acústica) – 4:37
5. "Stereo Love" (Molella Remix Radio Edit) – 2:52
6. "Stereo Love" (Molella Remix) – 5:02
7. "Stereo Love" (DaBo Remix) – 5:03
8. "Stereo Love" (DaBo Remix Edit) – 3:02

- Single digital: The Italian Remixes (Itália)

1. "Stereo Love" (Molella Remix Radio Edit) – 2:52
2. "Stereo Love" (DaBo Remix Edit) – 3:02
3. "Stereo Love" (Molella Remix) – 5:02
4. "Stereo Love" (DaBo Remix) – 5:03
5. "Stereo Love" (Versão Acústica) – 4:37
6. "Stereo Love" (Original) – 4:07
7. "Stereo Love" (Extended Mix) – 5:21

- CD single (França)

1. "Stereo Love" (Radio Edit) – 3:04
2. "Stereo Love" (Molella Remix Radio Edit) – 2:52
3. "Stereo Love" (DaBo Remix Edit) – 3:02
4. "Stereo Love" (Videoclipe) – 4:07
5. "Stereo Love" (BrunoBrizotti - Solo) - 1:44